# Quebrada Doña Inés Chica
La quebrada Doña Inés Chica es un curso natural de agua intermitente que fluye en el extremo norte de la región de Atacama para desembocar en la quebrada Pan de Azúcar.

## Trayecto
En sus orígenes se encuentra la quebrada Agua Amarga, que tiene un manantial que le da el nombre por la calidad del agua que brota.: 26 

## Historia
Luis Risopatrón describe en su Diccionario Jeográfico de Chile tres accidentes geográficos y un mineral que llevan su nombre:: 303 
Doña Inés (Agua de) 26° 08' 69° 30'. Es de mui buena calidad, corre por un lecho de granito, con 100 o mas metros cúbicos diarios de caudal i se riega con ella un pequeño huerto de árboles frutales; revienta a 2 805 m de altitud, en medio de vegas pastosas i bastante leña en sus alrededores, en un profundo i abrupto corte de la quebrada de Doña Inés Chica, al pié SW de la sierra de este nombre. Dice la tradición que cuando don Pedro de Valdivia vino en 1 540 a la conquista de Chile, aquí descansó i con él su compañera Doña Inés de Suárez. 1, X, p. 250; 2, 7, p. 69; 93, p. XII; 98, carta de San Román (1892) 99, p. 71; i 156; i lugarejo en 68, p. 88; agua de Doña Inés Chica en 128; aguada en 93, p. VIII plano de Kaempffer (19041; i vegas en 93, p. XVIII; 98, II, p. 319 i 501; i III, p. 92, 131, 146 i 329. (Nótese que el nombre es "Doña Inés" pero pertenece a la quebrada Doña Inés Chica.
Doña Inés Chica (Mineral) 26° 07'? 69° 25'?. De oro, plata i cobre, se encuentra en la parte superior de la quebrada del mismo nombre, cerca del salar de Pedernales. 63, p. 132; 68, p. 88; i 91, 26, p. 22; i centro minero en 63, p. 131; i mineral Inés Chica en 62, II, p. 344.
Doña Ines Chica (Quebrada de) 26° 06' 69° 40’. Con un poco de agua i mui poco pasto, barrancosa, nace al S de la sierra del mismo nombre, corre hácia el W con pendientes de escombros í concluye por desembocar en la márjen S de la de Pan de Azúcar. 98, II, p. 402 i carta de San Román (1892); 128; 150, p.,85; i 156.
Doña Inés Chica (Sierra de) 26° 05’ 69° 25'. Con dioritas de color claro en la falda W i rocas felspáticas homojéneas, compactas, de varios colores, jeneralmente oscuros, verde oscuro i azulejo en la cumbre i la falda E, tiene numerosas quebradas con agua, pasto i leña en abundancia, que se desprenden de las faldas del S i se levanta entre los oríjenes de las quebradas de El Carrizo i de Doña Inés Chica. 93, p. IV plano de Kaempffer (1904) XVII; 98, n, p. 261 í 500 i carta de San Román (1892); 128; i 137, carta II de Darapsky (1900); i cerro en 161, I, p. 5S; sierra de Inés Chica en 98, II, p. 503; 117, p. 103; i 156; e Inesita en Mapa 1 Arjentino de Límites, 1 : 1 000 000 (1900).